# Bulbophyllum pectinatum
Bulbophyllum pectinatum é uma espécie de orquídea (família Orchidaceae) pertencente ao gênero Bulbophyllum. Foi descrita por Achille Eugène Finet em 1897.